# رائول ژیرادو
رائول ژیرادو (انگلیسی: Raoul Giraudo; ۱۹ مهٔ ۱۹۳۲ – ۲۶ اکتبر ۱۹۹۵) بازیکن فوتبال اهل فرانسه بود.
از باشگاه‌هایی که در آن بازی کرده‌است می‌توان به باشگاه فوتبال استاد رنس و باشگاه فوتبال سوشو اشاره کرد.